# Luna Rossa (ITA-45)
Le yacht italien Luna Rossa (ITA-45) du Prada Challenge était le challenger représentant le Yacht Club Punta Ala à Grosseto lors de la  30e Coupe de l'America (America's Cup) en 2000 se déroulant à Auckland contre le defender néo-zélandais New Zeland (NZL-60).

## Construction
Luna Rossa (ITA-45) est un monocoque de Class America qui a été construit par Prada Shipyard à Punta Ala (Grosseto) en 1999 pour Patrizio Bertelli le PDG de Prada qui voulait participer à la 30e Coupe de l'America sous le nom Prada Challenge. L'architecte naval argentin Germán Frers (en) en est le concepteur.

## Carrière

Guidon de la Yacht Club de Punta Ala

Lors de la 5e édition de la Coupe Louis Vuitton à Auckland en 1999-2000  onze bateaux de sept pays différents ont pris part à la compétition, sans la présence d'un bateau néo-zélandais. Ce fut le bateau italien Luna Rossa (ITA-45) qui remporta la victoire contre one America  (USA-61). 
Le Team Prada Challenge avait présenté deux bateaux sous le nom de Luna Rossa, ITA-48 dans les phases précédentes et ITA-45 dans les courses décisives. Ils représentaient le Yacht Club Punta Ala.
Lors de la 2000 America's Cup (en), qui s'est déroulé à Auckland du 20 février au 2 mars, New Zealand (NZL-60) skippé par Russell Coutts a battu le challenger italien Luna Rossa (ITA-45), skippé par Francesco de Angelis par 5 manches à 0. C'était la première fois qu'il n'y avait pas de challenger américain à cette compétition.